# Megachile micrerythrura
Megachile micrerythrura là một loài Hymenoptera trong họ Megachilidae. Loài này được Cockerell mô tả khoa học năm 1910.

## Hình ảnh

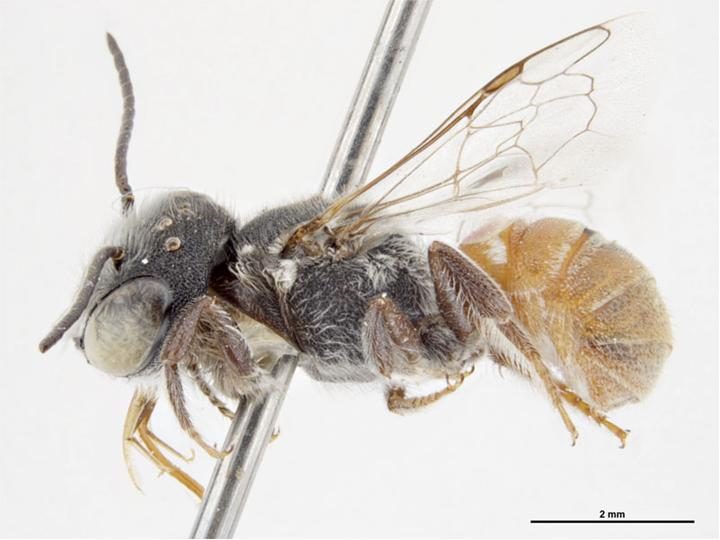